# Les Roses anglaises
Les Roses anglaises (The English Roses) est un livre écrit par Madonna, sorti en septembre 2003.
Cet ouvrage est le premier de la chanteuse, destiné à la jeunesse. D'autres suivront pour le même public, entre la sortie de ses albums American Life (sorti en 2003) et Confessions on a Dance Floor (sorti en 2005).

## Résumé
Nicole, Amy, Charlotte, Grace et Binah sont les meilleures amies du monde. Danser, patiner, faire les devoirs, pique-niquer... elles sont inséparables. Mais l'arrivée d'un nouvel élève, le séduisant Dominic de la Guardia, change tout. À l'approche du bal de fin d'année, l'humour et la bienveillance d'un professeur farfelu et d'une marraine-fée ne seront pas de trop pour sauver l'amitié des Roses anglaises.

## Contexte et écriture
« J’aime collaborer avec Nicholas parce qu’il a un goût irréprochable. Il a été particulièrement utile pour identifier et travailler avec les illustrateurs pour chaque livre. J’ai hâte de continuer à travailler avec lui sur de futurs livres. » 

— Madonna parlant de sa collaboration avec Nicholas Callaway.
La première sortie de Madonna en tant qu’auteure fut le livre Sex, publié par sa société « Maverick et Callaway Arts & Entertainment », en 1992.
Il s’agissait d’images sexuellement provocantes et explicites du photographe Steven Meisel. Le livre reçut une réaction particulièrement négative de la part des médias et du public, mais s’est rapidement vendu à 1,5 million d’exemplaires. À la suite de la sortie de Sex, Callaway devient un éditeur bien connu, et son propriétaire Nicholas Callaway chercha des opportunités pour développer davantage l’entreprise. Il croyait qu’il avait « une certaine capacité à voir devant lui... J’ai une idée de ce qui intéresserait les gens – avant même qu’ils ne ressentent cet intérêt » souvient d’avoir vu Madonna lire un livre qu’il avait publié, Miss Spider’s Tea Party de David Kirk, lors d’un événement en mars 1995 au Webster Hall de New York, pour la sortie du clip de son single Bedtime Story. Qualifiant cela de soirée pyjama, Madonna lut l’histoire à un public d’adolescents, l’événement étant diffusé sur MTV.
Callaway trouve la capacité de la chanteuse à raconter une histoire séduisante, et eût l’idée de lui demander d’écrire des livres pour enfants. L’éditeur croyait que la reconnaissance du nom mondial de Madonna et son attrait interculturel attireraient un public vers un livre écrit par elle. Il savait par expérience que les critiques de livres pour enfants peuvent être difficiles, mais il a persévéré avec son idée.
À l’époque, Madonna avait d’autres engagements. Ce n’est qu’après son mariage avec le réalisateur Guy Ritchie et être redevenue mère (en 2000), qu’elle décide de se lancer dans l’idée d’écrire des livres pour enfants.
Le professeur de kabbale de Madonna lui avait demandé de partager la sagesse qu’elle avait acquise grâce à ses études du mysticisme juif sous la forme d’histoires destinées aux enfants. La chanteuse estime qu’il s’agit d’un « défi cool », bien que ce soit une idée « hors de son champ », complètement différente de ses efforts musicaux.
En lisant des histoires à ses enfants à l’heure du coucher, Madonna constate que les livres manquaient de messages spirituels. Elle estime également que les personnages de contes de fées, comme Cendrillon ou La Belle au bois dormant, semblent passifs selon les souhaits des princes. Madonna, inspirée par les histoires de F. Scott Fitzgerald, Ernest Hemingway et Flannery O'Connor, fut galvanisée pour écrire quelque chose de nouveau par elle-même. Elle a écrit cinq histoires et a envoyé les manuscrits en même temps à Callaway, suggérant qu’ils soient publiés ensemble, mais il voulait que chaque histoire soit développée et publiée séparément.

## Développement et inspiration
En mars 2003 est annoncé que Madonna et Callaway Arts & Entertainment, avaient signé un accord avec Penguin Group pour publier une série originale de cinq livres de contes illustrés pour enfants. La première version dans le cadre de cet accord sont Les Roses anglaises. Le livre et ses personnages ont été nommés d’après les amis d’école de la fille de Madonna, Lourdes, au lycée franco-libanais de Tripoli. L’un des professeurs avait décrit les filles comme « les roses anglaises », ce que Madonna trouvait « drôle ».
Madonna progressait déjà avec quelques autres histoires mais voulait écrire sur des filles qui ont « toujours senti qu’elles n’en avaient pas assez ». La mort de sa mère à un âge précoce l’avait toujours affectée, ainsi que ses efforts musicaux. Ainsi, tout en développant Binah (un des personnages du livre), elle s’inspire de sa propre expérience de la mort de sa mère. Comme elle, Binah gardait une photo de sa mère à côté de son lit. C’était la « propre expérience personnelle de Madonna, dont elle avait besoin de trouver des choses pour son personnage où les enfants s’arrêtaient et disaient : Wow! Qu’est-ce que ce serait ? » Le personnage de Binah a également été influencé par Lourdes, puisque Madonna a senti qu’elle était souvent ostracisée pour être sa fille à l’école. Enfin, Les Roses anglaises est une histoire morale avec des messages de la kabbale, déduits de contes que Madonna avait entendus de son professeur. Elle a également inclus des messages sur les dangers de l’envie, de l’ostracisme et de l’hypothèse de la vie des autres.

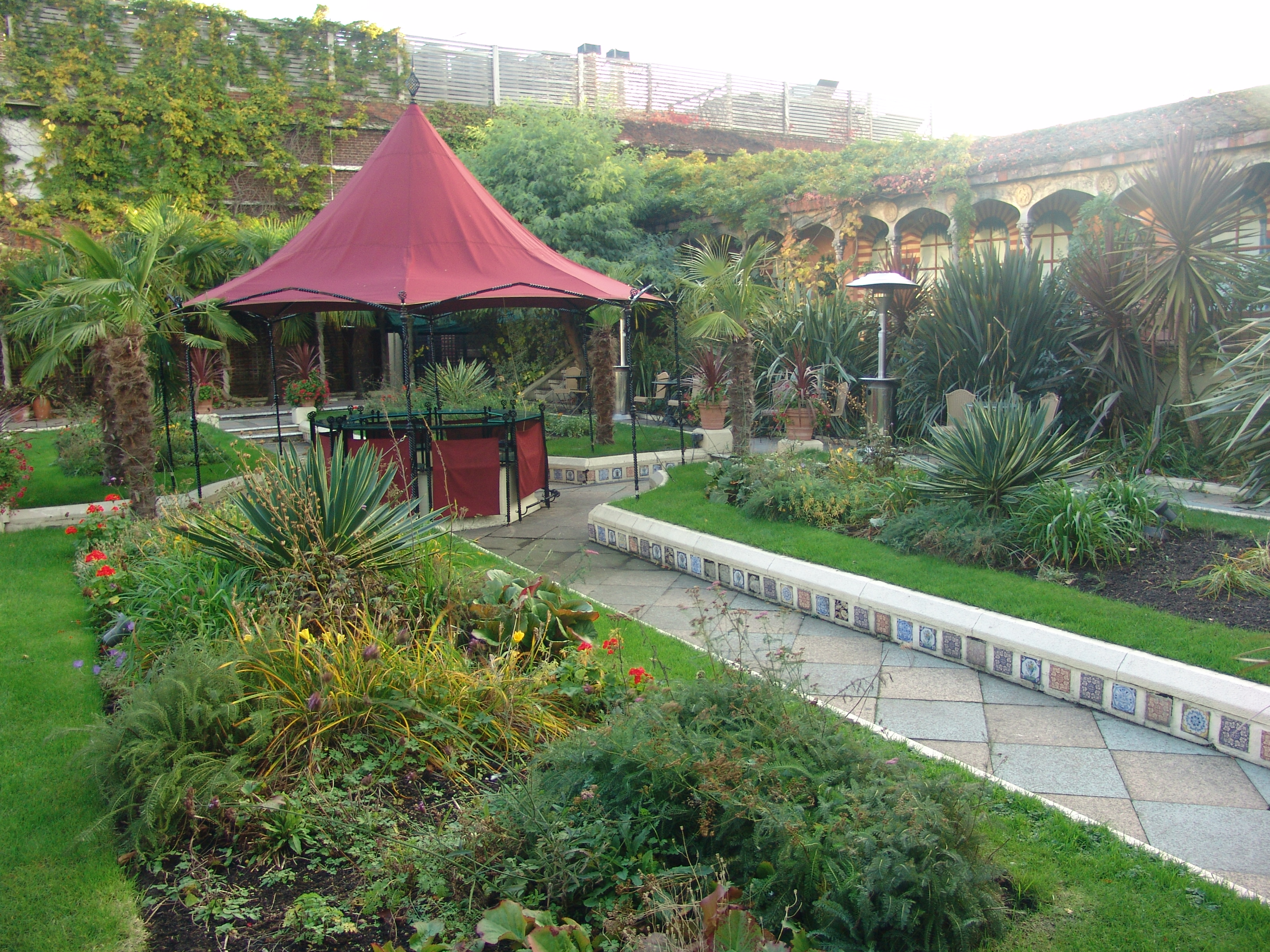
Madonna organisa un goûter (« tea party ») pour la promotion du livre au Kensington Roof Gardens de Londres.

Pour ce conte, Madonna travailla avec l’illustrateur Jeffrey Fulvimari. Ce dernier décrivit son travail pour le livre comme « expressif » et « léger ». Il se sentait « libre de s’amuser d’une manière qui n’est pas aussi acceptable dans les travaux destinés aux adultes ». Il crée d’abord des dessins bruts, puis les transfère sur un ordinateur, où il les modifie. Le résultat net fait apparaître les images comme des dessins au trait « spontanés ». L’artiste a d’abord peint les quatre Roses anglaises avec leurs personnages « entièrement étoffés ». Fulvimari a échangé les croquis approximatifs avec Madonna et Callaway, qui ont donné leur avis à plusieurs reprises avant les sélections finales.